# Estat d'Enugu
Enugu és l'estat més gran del sud-est de Nigèria, a Igboland. La capital és la ciutat d'Enugu. L'estat d'Enugu es va crear el 1991, segregat de l'antic estat d'Anambra. Les seves ciutats més importants són Enugu, Agbani, Awgu, Udi, Oji i Nsukka.

## Geografia
L'estat d'Enugu és un dels estats del sud-est de Nigèria. És fronterer amb els estasts d'Abia i Imo al sud, Ebonyi a l'est, Benue-Plateau al nord-est, Koji al nord-oest i Anambra a l'oest.
La seva capital és la ciutat d'Enugu, que està situada aproximadament a unes dues hores i mitja en cotxe de Port Harcourt, ciutat portuària des d'on s'exporta el carbó de la zona. A una hora de la capital hi ha Onitsha, una de les ciutats comercials més importants del país i a dues hores hi ha la ciutat d'Aba, un altre destacat centre comercial.
Enugu té unes bones condicions climatològiques tot l'any. Amb 223 metres per damunt del nivell del mar de mitjana, el seu sòl està ben drenat durant la seva estació humida.

## Història
El nom de l'estat prové de la seva capital, Enugu que significa "el cap d'amunt del cim". Els primers colons europeus s'hi van assentar el 1909, liderats per l'enginyer de mines Albert Kitson que va trobar carbó a la zona de la capital. S'hi van construir mines de carbó i la capital va estar unida amb Port Harcourt per via ferroviària. La ciutat d'Enugu va esdevenir la capital de les províncies britàniques del sud de la colònia de Nigèria. Posteriorment fou capital de la República de Biafra.

## Política
Els dos nivells de govern de l'estat d'Enugu és el Govern Estatal i les Àrees de Govern Local. L'actual governador executiu de l'estat és Sullivan Chime. Fou elegit l'abril del 2007 i el 29 de maig del mateix any es va convertir en governador. La seu del govern està a la seva capital, Enugu.

Divisió administrativa de l'estat d'Enugu

L'estat està subdividit en 17 LGAs: Aninri, Awgu, Enugu East, Enugu North, Enugu South, Ezeagu, Igbo Etiti, Igbo Eze North, Igbo Eze South, Isi Uzo, Nkanu East, Nkanu West, Nsukka, Oji River, Udenu, Udi i Uzo Uwani.

## Economia
L'estat és predominantment rural i agrari. Una part important de la seva població activa es dedica a l'agricultura, tot i que també són importants el comerç (18,8% de la població activa) i els sector serveis (12,9%). El comerç és l'ocupació més destacada a les zones urbanes, seguit dels serveis. També hi ha una petita part de la població es dedica a la manufactura, sobretot a les ciutats d'Enugu, Oji, Ohebedim i Nsukka.

### Energia
El subministrament elèctric d'Enugu i els seus voltants és relativament estable. A l'estat hi ha l'estació de generació elèctrica Oji River Power Station, que dona servei a tot l'est de Nigèria. A prop d'aquesta estació elèctrica hi ha les mines d'Enugu.
A Ugwuoba s'hi ha trobat traces de petroli, a la LGA d'Oji-River.

## Educació i Sanitat
El govern de l'estat d'Enugu té moltes escoles d'educació primària i secundària per tot l'estat. També hi ha escoles d'educació primària, secundària i infantil privades.
A l'estat hi ha la primera universitat indígena de Nigèria, la Universitat de Nigèria, Nsukka (UNN). Altres institucions d'educació superiors són l'Enugu State University of Science and Technology (ESUT), l'Institute of Management and Technology (IMT), el Federal Cooperative College, Oji River (FCCO), l'Enugu State College of Education Technical, d'Enugu; la Caritas University, d'Amorji-Nike; la Renaissance University, d'Ugbawka; el Federal Government College d'Enugu; la Federal School of Dental Technology & Therapy, entre d'altres.

### Sanitat
A l'Estat d'Enugu hi ha l'University of Nigeria Teaching Hospital (UNTH). També hi ha diversos hospitals i clíniques privats. També hi ha set hospitals de districte i totes les LGAs tenen almenys un centre de salut.

## Persones notables
- Bartholomew Nnaji, científic, inventor. Físic. Antic ministre de Ciència i Tecnologia.[3]
- Chimaroke Nnamadi, polític, antic Governador de l'estat d'Enugu.
- Sullivan Chime, polític, governador de l'estat d'Enugu.[4]

### Persones de la ciutat d'Enugu

#### Polítics
- Ayogu Eze, Senador de l'estat d'Enugu.
- Chimaroke Nnamani, exgobernador de l'Estat d'Enugu.

#### Art
- Dilomprizulike (Dil Humphrey-Umezulike). Escultor, pintor i artista performance contemporani.
- Ada Udechukwu, artista i poeta.

#### Literatura
- Chimamanda Ngozi Adichie, escriptora.
- Adaobi Tricia Nwaubani, novel·lista que va guanyar el Premi d'escriptors de la Commonwealth.
- Chika Unigwe, escriptora en llengua anglesa i alemanya.

#### Músics i cantants
- 2face Idibia. Cantant i músic de hip hop, reggae i afrobeat.
- Flavour N'abania, cantant i compositor d'estil musical highlife i d'afrobeat.
- Sonny Okosun, músic famós a les dècades del 1970 i 1980. Els seus estils foren el reggae, l'highlife, l'afro-funk i el gospel, enre d'altres.

#### Actors
- Nkem Owoh, actor i comediant, guanyador del African Movie Academy Award.

#### Esportistes

##### Futbolistes
- Festus Agu, futbolista retirat.
- Vincent Abaye, futbolista.
- Nnaemeka Ajuru, futbolista, jugador actual del club serbi Fudbalski Klub Vojvodina.
- Ugo Ihemelu. Futbolista professional, actualment jugador del FC Dallas.
- Chikelue Iloenyosi, futbolista professional internacional.
- Charles Newuche, futbolista professional, jugador actual del Yangon United Football Club.
- Greg Nwokolo, futbolista professional.
- Chinedu Obasi, futbolista professional internacional, actualment jugador del Fußballclub Gelsenkirchen-Schalke 04.
- Obiora Odita, futbolista professional, actualment jugador de la Lliga kazakha de futbol.
- Félix Ogbuke, futbolista professional actualment jugador del Legia Varsòvia.
- Francis Okaroh, futbolista professional retirat.
- Augustine Okocha, futbolista professional internacional.
- Charles Okonkwo, futbolista professional internacional retirat.
- Stanley Okoro, futbolista professional internacional, actualment jugador de la Unión Deportiva Almería B.
- Ifeanyi Victor Onyilo, futbolista professional retirat.
- Nduka Ozokwo, futbolista professional, actualment jugador del club turc Mersin İdman Yurdu.
- Peter Utaka, futbolista professional internacional, actualment jugador de la Lliga xinesa de futbol.
- Kenneth Zeigbo, futbolista professional internacional que va jugar a les lligues de Polònia i d'Itàlia.

##### Altres esports
- Donald Igwebuike. Jugador de futbol americà professional que jugà als Estats Units.
- Emmanuel Nwodo, boxejador professional.
- Christian Okoye, jugador de futbol americà professional retirat.
- Chima Ugwu, atleta llançador de pes i de disc. Guanyador en dues ocasions dels Campionats africans d'atletisme.